# Leslie Dixon
Leslie Dixon ist eine US-amerikanische Drehbuchautorin und Filmproduzentin.

## Leben
Leslie Dixon ist die Tochter des Journalisten und Werbetexters Daniel Rhodes Dixon (1925–2009). Ihre Großeltern waren der Maler Maynard Dixon (1875–1946) und die Dokumentarfotografin Dorothea Lange.
Leslie Dixon wuchs in San Francisco auf und besuchte weder ein College noch irgendeine andere Filmhochschule. Sie hielt sich mit kleineren Nebenjobs über Wasser und begann Drehbücher zu lesen, um selbst zu sehen, wie man solche schreibt.  Anschließend zog sie nach Los Angeles und wusste exakt, was sie werden wollte. Als Drehbuchautorin wurde gleich ihr Erstlingswerk Nichts als Ärger mit dem Typ verfilmt. Nachdem sie einige Jahre Komödien schrieb, versuchte sie sich auch mit ernsthafteren Filmen wie Die Thomas Crown Affäre, Das Glücksprinzip und zuletzt Ohne Limit.
Leslie Dixon ist mit Tom Ropelewski, mit dem sie in Loverboy – Liebe auf Bestellung, Kuck mal, wer da jetzt spricht  und Ein Freund zum Verlieben zusammenarbeitete, verheiratet.

## Filmografie (Auswahl)
Drehbuch
- 1987: Nichts als Ärger mit dem Typ (Outrageous Fortune)
- 1987: Overboard – Ein Goldfisch fällt ins Wasser (Overboard)
- 1989: Loverboy – Liebe auf Bestellung (Loverboy)
- 1993: Kuck mal, wer da jetzt spricht (Look Who's Talking Now)
- 1993: Mrs. Doubtfire – Das stachelige Kindermädchen (Mrs. Doubtfire)
- 1997: Noch einmal mit Gefühl (That Old Feeling)
- 1999: Die Thomas Crown Affäre (The Thomas Crown Affair)
- 2000: Das Glücksprinzip (Pay It Forward)
- 2003: Freaky Friday – Ein voll verrückter Freitag (Freaky Friday)
- 2005: Solange du da bist (Just Like Heaven)
- 2007: Hairspray
- 2007: Nach 7 Tagen – Ausgeflittert (The Heartbreak Kid)
- 2011: Ohne Limit (Limitless)
- 2018: Overboard

Produzentin
- 1990: Madhouse
- 1997: Noch einmal mit Gefühl (That Old Feeling)
- 2000: Ein Freund zum Verlieben (The Next Best Thing)
- 2011: Ohne Limit (Limitless)

Executive Producer
- 1989: Loverboy – Liebe auf Bestellung (Loverboy)
- 1993: Kuck mal, wer da jetzt spricht (Look Who's Talking Now)
- 2014: Gone Girl – Das perfekte Opfer (Gone Girl)

## Auszeichnungen
Goldene Himbeere
- 2001: Schlechtester Film – Ein Freund zum Verlieben (nominiert)